# Soulier d'or belge 1977
Le Soulier d'or 1977 est un trophée individuel, récompensant le meilleur joueur du championnat de Belgique sur l'ensemble de l'année 1977. Ceci comprend donc à deux demi-saisons, la fin de la saison 1976-1977, de janvier à juin, et le début de la saison 1977-1978, de juillet à décembre.

## Lauréat
Il s'agit de la vingt-quatrième édition du trophée, remporté par le milieu de terrain du FC Bruges Julien Cools. Il triomphe après avoir terminé plusieurs fois dans le top-5 les années précédentes. Dans une équipe brugeoise au sommet du football belge, porte-drapeau au niveau européen avec Anderlecht, il est considéré par les spécialistes de l'époque comme la pierre angulaire du milieu de terrain brugeois, ce qui lui vaut la préférence sur ses coéquipiers Raoul Lambert ou René Vandereycken.
Le gardien de Beveren et des Diable Rouges Jean-Marie Pfaff termine deuxième, devant le dernier lauréat Robert Rensenbrink qui complète le podium

## Top-3
| Place | Joueur             | Nationalité | Club(s)        | Points |
| ----- | ------------------ | ----------- | -------------- | ------ |
| 1.    | Julien Cools       |             | FC Bruges      | 284    |
| 2.    | Jean-Marie Pfaff   |             | KSK Beveren    | 220    |
| 3.    | Robert Rensenbrink |             | RSC Anderlecht | 106    |